# Mercatone Uno
Mercatone Uno é uma cadeia de supermercados italiana fundada em 1983 que vende produtos para o lar (não de alimentação). O seu presidente é Romano Cenni.
A companhia fez-se conhecida graças ao seu patrocínio da equipa ciclista profissional Mercatone Uno durante muitos anos, especialmente da mão do escalador Marco Pantani (il Pirata), que conseguiu em 1998 um histórico doblete ganhando a geral do Volta a Itália e do Volta a França, bem como seis etapas em Giro e outras tantas no Tour durante os anos que correu na equipa (1997-2003).